# کالج اجتماعی هیوستون
کالج اجتماعی هیوستون (به انگلیسی: Houston Community College) (HCC) که به عنوان سیستم کالج جامعه هیوستون نیز شناخته می‌شود، یک سیستم کالج منطقه‌ای است که کالج‌های اجتماعی را در هیوستون، میسوری سیتی، گریت کتی، و استافورد در تگزاس اداره می‌کند.